# Bonaparte Rocks
Bonaparte Rocks ist ein zu Grenada gehörendes Riff der Kleinen Antillen in der Karibik.

## Geographie
Das Riff mit ca. 12 verstreuten Felsen liegt vor der Südküste von Large Island, im nördlichen Teil von Grenada.